# Майор-Буратович
Майор-Буратович (исп. Mayor Buratovich) — посёлок в Аргентине в провинции Буэнос-Айрес.

## История
История посёлка начинается с 1913 года, когда до этих мест довели железную дорогу и здесь была построена железнодорожная станция. Своё название он получил в честь Якова (Сантьяго) Буратовича — инженера хорватского происхождения, который участвовал в строительстве Суэцкого канала, а потом эмигрировал в Аргентину. В Аргентине он прокладывал телеграфные и железнодорожные линии, вместе с аргентинской армией принял участие в завоевании индейских земель.